# Rathgall

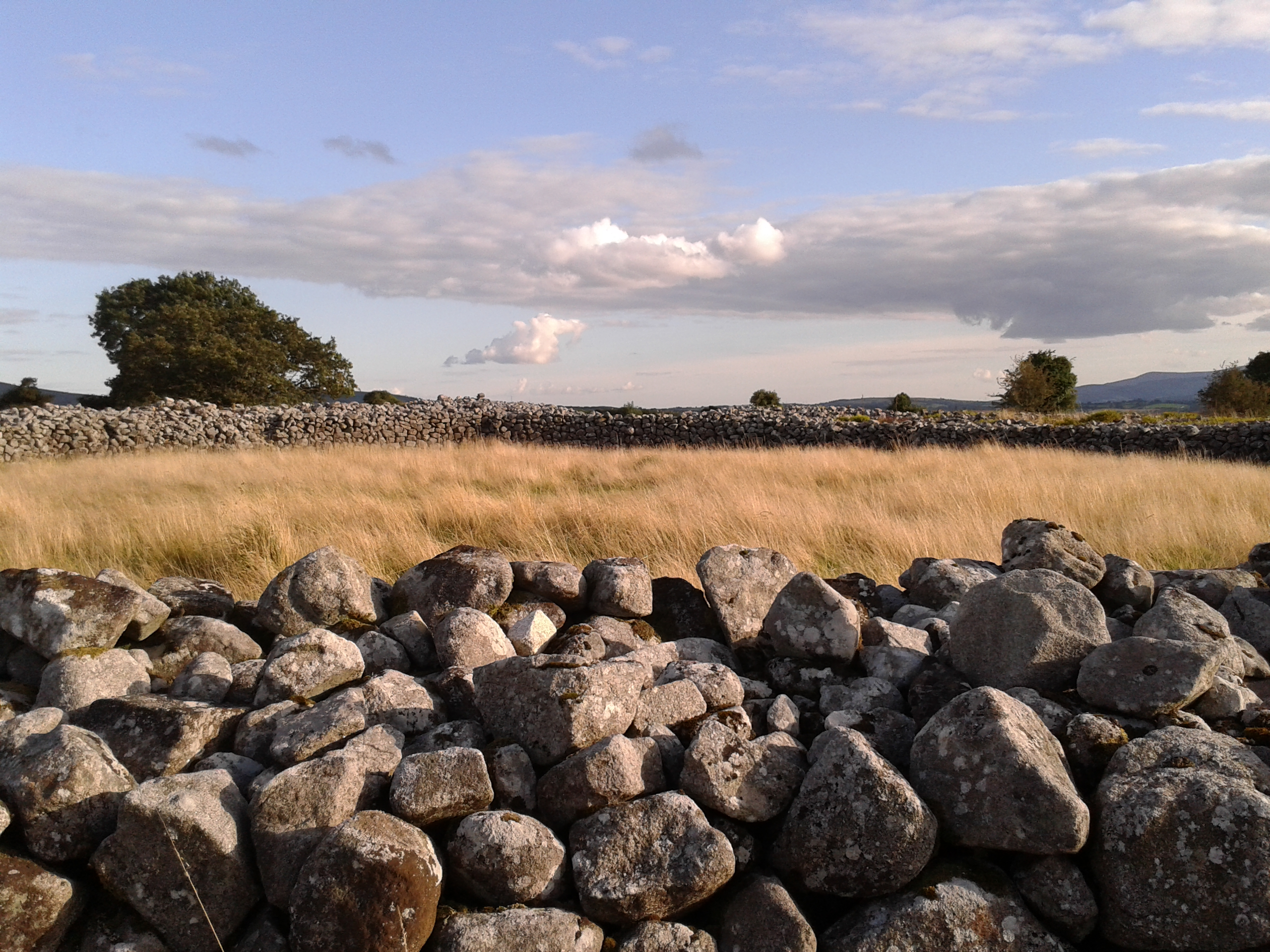
Hillfort Rathgall im County Wicklow

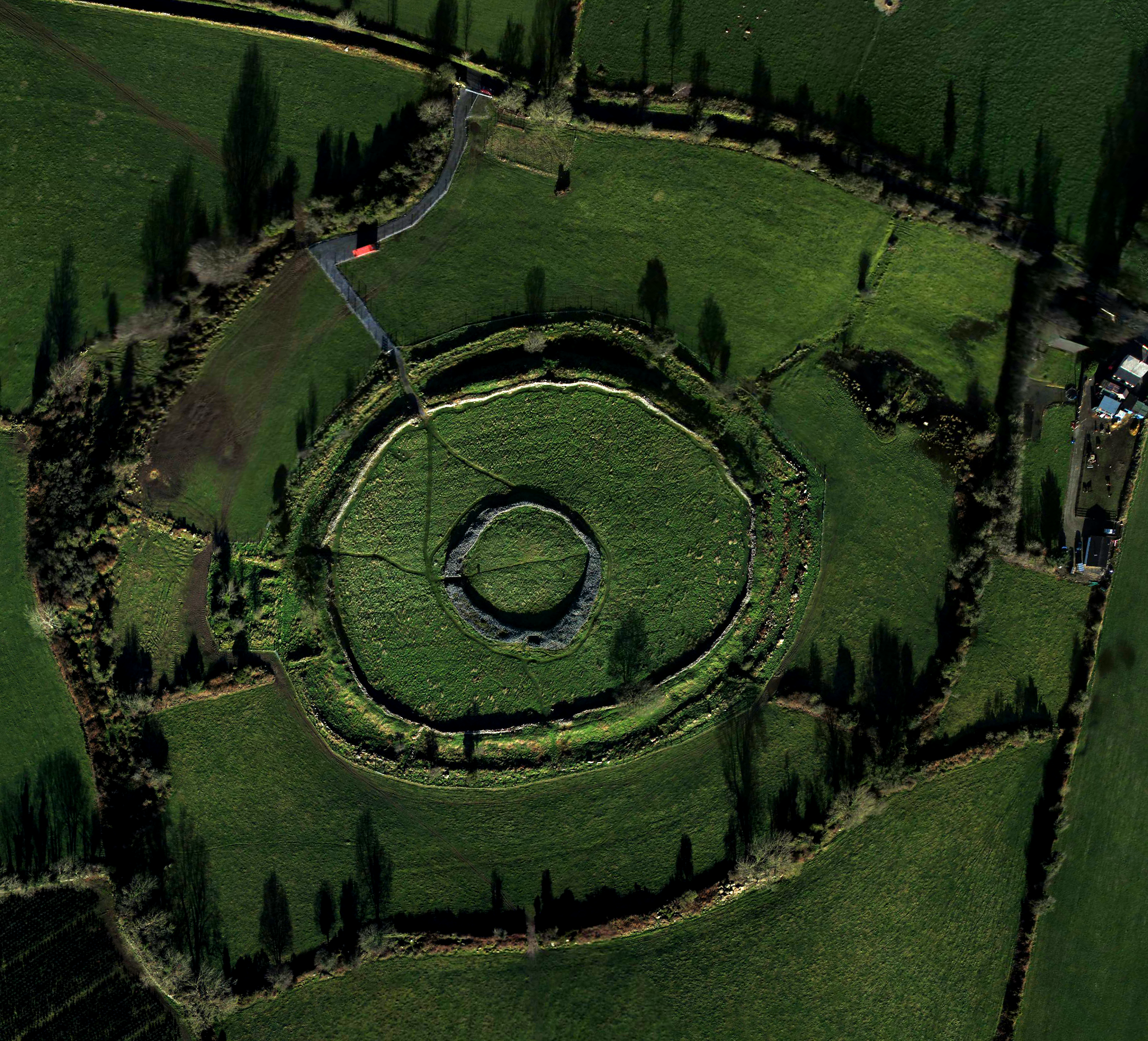
Hillfort Rathgall im County Wicklow

Das Hillfort Rathgall, im County Wicklow, zählt zu den wichtigsten archäologischen Fundplätzen Irlands. Das Fort wird als bronzezeitlich angesehen. Funde von der Jungsteinzeit bis ins Mittelalter, zeigen aber, dass Rathgall – mit Unterbrechungen – über mehrere Jahrtausende ein Ort menschlicher Aktivitäten war.

## Aufbau
Das Fort der Class 2 besteht aus vier nahezu runden konzentrischen Steinwällen, die eine Fläche von 7,5 ha umfassen. Der innere Mauerring, mit einem Durchmesser von 35 m wird als Bauwerk des Mittelalters betrachtet. Münzen von Edward I. und Edward III. datieren diesen Teil des Forts ins 13. und 14. Jahrhundert.
Barry Raftery (1944–2010) untersuchte 40 ein- und mehrfach umwallte Anlagen auf der Insel (bekannt sind etwa 80) und teilte diese Hillforts in drei Klassen ein:
- Class 1: Einfach umwallte Anlagen aus Erde oder Stein mit oder ohne Graben.
- Class 2: Anlagen mit großräumiger, mehrfacher Umwallung auf Hügeln oder Klippen.
- Class 3: Inland Promontory Forts

Der mittelalterliche Wall steht auf einer Kulturschicht der Bronzezeit, der auch die äußeren drei Wälle zugerechnet werden. Im Zentrum der Anlage wurden neben über 4000 Scherben von Schalen und Töpfen auch zahlreiche Artefakte, wie Spinnwirtel oder Werkzeuge entdeckt. Zahlreiche Öfen dienten nicht nur der Nahrungsbereitung, sondern deuten auf  Schmieden hin. Besonders westlich an den inneren Ring angrenzend, wurde ein als Werkstatt bezeichneter Bereich freigelegt, in dem sich Spuren von Bronzebearbeitung nachweisen ließen. Neben größeren Mengen an Schlacke und Holzkohle fanden sich auch bronzene Perlen, Speerspitzen und Schwerter. Auch goldene Artefakte, wie Anhänger, zählen zu den Fundstücken.
Südlich der Werkstätten, ebenfalls an den inneren Wall angelehnt, befindet sich ein Bereich, der ursprünglich von einem runden Graben von etwa 16 m Durchmesser umgeben war. Darin fanden sich die Überreste mehrerer bronzezeitlicher Feuerbestattungen. In einem Fall befand sich die Asche einer Frau und eines Kindes in einem kübelförmigen Topf. Darüber legte man eine Steinplatte, die sich wiederum unter einem Felsblock befand. Nur in einem Grab wurde mit einem vergoldeten Ring eine Grabbeigabe gefunden.
Einen rätselhaften Befund weist das Zentrum des Hillforts auf. Hier stieß man auf einen 15 m im Durchmesser großen Ring aus Pfostenlöchern, der vom Ausgräber Barry Raftery als Haus angesehen wird, wenngleich Hinweise auf eine Dachkonstruktion fehlen. In der Mitte dieser Anlage befand sich das mit Steinplatten ausgekleidete Grab eines Mannes mit einem vergoldeten Kupferring. Raftery hält hier ein Begräbnis ebenso für möglich, wie eine rituelle Niederlegung.